# Philip Pullman
Philip Pullman, CBE (Norwich, 19 de Outubro de 1946) é um escritor britânico, mais conhecido por ser o autor da aclamada série literária His Dark Materials (Brasil: Fronteiras do Universo / Portugal: Mundos Paralelos), composta pelos livros Northern Lights (Brasil: A Bússola de Ouro / Portugal: Os Reinos do Norte), The Subtle Knife e The Amber Spyglass, vencedora de inúmeros prêmios literários pelo mundo e traduzida para 39 línguas.
Em 2008, o The Times elegeu Pullman um dos "50 maiores escritores britânicos desde 1945".

## Biografia
Philip Pullman nasceu em 19 de outubro de 1946 em Norwich, no condado de Norfolk, no leste da Inglaterra, no Reino Unido, filho de Evelyn Merrifield, uma dona-de-casa, e de Alfred Pullman, piloto da Real Força Aérea Britânica e veterano da Segunda Guerra Mundial.
Durante a infância, Pullman viajou pelo mundo, entre Inglaterra, Austrália e Zimbabwe, pois o seu pai e o seu padrasto eram ambos membros da Real Força Aérea. Passou parte da sua infância na Austrália, aonde descobriu as histórias em quadrinhos, que cresceu lendo, em particular, o Superman e o Batman.
Aos onze anos, quando voltou para a Grã-Bretanha, passou a viver no Norte de Gales. Era uma época em que as crianças podiam passear em qualquer lugar, jogar nas ruas, brincar sobre as colinas, e ele tomou plena vantagem disso. Essa liberdade seria posteriormente retrata em seus livros. A sua professora de inglês, Enid Jones, exerceu uma grande influência sobre Pullman, e ele passou muito tempo lhe enviando cópias dos seus livros em agradecimento.
Depois de sair da escola, Pullman costumava ir à Universidade de Exeter, em Oxford, para ler. Fez alguns serviços temporários e lá se formou em Inglês em 1973. Ensinou em várias escolas para crianças de doze anos, e então se mudou para a Universidade de Westminster como professor. Ensinou cursos sobre romance vitoriano e contos populares, e também um curso que fazia uma análise de como palavras e imagens poderiam assentir juntas. Ele eventualmente largou o magistério para escrever em tempo integral.
Pullman é casado com Judith Speller, e tem dois filhos com ela: Jamie Pullman e Tom Pullman, que são músicos.

### Carreira literária
O primeiro livro de Pullman, The Haunted Storm, foi publicado em 1972 e ganhou o New English Library's Award para jovens escritores.
Em 1985, Pullman lançou a série Sally Lockhart Quartet. O primeiro livro, The Ruby in the Smoke, foi seguido por The Shadow in the North, lançado no ano seguinte. O terceiro, The Tiger in the Well, foi publicado em 1990 e o quarto e último volume, The Tin Princess, foi publicado em 1994.
Em 1995, com o lançamento de Northern Lights, primeiro livro da série His Dark Materials, Pullman alcançou o prestígio da crítica britânica. O livro foi tão bem recebido que venceu o Guardian Children's Fiction Prize. Assim, em 1997, chegou as prateleiras The Subtle Knife, segundo livro da série. Ele venceu o prêmio da American Library Association de Melhor Livro para Jovens Adultos. Em 2000, The Amber Spyglass foi lançado como o último livro da série.
Nos anos seguintes, Pullman ainda lançou dois livros derivados de His Dark Materials: Lyra's Oxford, publicado em 2003, e Once Upon a Time in the North, publicado em 2008. Ele também se dedicou a outros trabalhos, como o livro The Good Man Jesus and the Scoundrel Christ, publicado em 2010, e Fairy Tales from the Brothers Grimm: A New English Version, publicado em 2012.

### Próximos projetos
Durante o lançamento de Fairy Tales from the Brothers Grimm: A New English Version, Pullman afirmou que pretende passar o ano de 2013 focado na escrita de The Book of Dust, um novo e último derivado de His Dark Materials.

## Obras

### His Dark Materials
- 1995 Northern Lights ; Título nos Estados Unidos, The Golden Compass
- 1997 The Subtle Knife
- 2000 The Amber Spyglass

#### Livros associados a His Dark Materials
- 2003 Lyra's Oxford
- 2008 Once Upon a Time in the North
- 2014 The Collectors (audiolivro)

##### TrilogiaThe Book of Dust(BR -O Livro das Sombras)
- 2017 La Belle Sauvage
- 2019 The Secret Commonwealth[4]

### Sally Lockhart
- 1985 The Ruby in the Smoke
- 1986 The Shadow in the North (publicado inicialmente como The Shadow in the Plate)
- 1990 The Tiger in the Well
- 1994 The Tin Princess

### The New-Cut Gang
- 1994 Thunderbolt's Waxwork
- 1995 The Gasfitter's Ball

### Livros isolados
- 1972 The Haunted Storm
- 1976 Galatea
- 1982 Count Karlstein
- 1987 How to be Cool
- 1989 Spring-Heeled Jack
- 1990 The Broken Bridge
- 1992 The White Mercedes
- 1993 The Wonderful Story of Aladdin and the Enchanted Lamp
- 1995 Clockwork, or, All Wound Up
- 1995 The Firework-Maker's Daughter
- 1998 Mossycoat
- 1998 The Butterfly Tattoo (reimpressão de The White Mercedes)
- 1999 I was a Rat! or The Scarlet Slippers
- 2000 Puss in Boots: The Adventures of That Most Enterprising Feline
- 2004 The Scarecrow and his Servant
- 2010 The Good Man Jesus and the Scoundrel Christ (parte da colecção Canongate Myth)
- 2012 Fairy Tales From The Brothers Grimm

### Peças de teatro
- 1990 Frankenstein
- 1992 Sherlock Holmes and the Limehouse Horror

### Não ficção
- 1978 Ancient Civilizations
- 1978 Using the Oxford Junior Dictionary

### Banda desenhada
- 2008 The Adventures of John Blake em The DFC

## Adaptações

### FilmeThe Golden Compass
Em 2002, a New Line Cinema comprou os direitos autorais da série His Dark Materials e iniciou a adaptação do primeiro livro. O resultado foi o filme The Golden Compass (Brasil: A Bússola de Ouro / Portugal: A Bússola Dourada), lançado em 2007. O filme ganhou um Oscar de melhores efeitos visuais.

### Outros filmes
Em 2008, o romance The Butterfly Tattoo virou um filme independente pela Dinamyc Entertainment.
Outro livro de Pullman que iria para as telas do cinema era Count Karlstein, que chegou a ser roteirizado pelo diretor Henry Selick, mas sua produção foi interrompida sem maiores explicações.

#### BBC
Em 2006, a BBC adquiriu os direitos da série Sally Lockhart Quartet e transformou o primeiro livro, The Ruby in the Smoke, em um telefilme. Em 2007, adaptou o segundo livro, The Shadow in the North, também em um telefilme. Os planos da BBC eram o de adaptar os quatro livros para a televisão, mas o terceiro e o quarto livros da série não tiveram suas produções iniciadas.

## Frases
| “ | Três coisas me inspiram: 1ª - Dinheiro; Faço isso para viver, se não escrever bem, não vou ganhar o suﬁciente para pagar as contas. 2ª - O desejo de deixar uma marca no mundo. E 3ª - O prazer do artesanato; o inﬁnito prazer de construir coisas, no meu caso, histórias. | ” |

| “ | As histórias entretêm e ensinam, ajudam a apreciar a vida e a enriquecê-la. Depois de comida, abrigo e companhia, as histórias são a coisa que mais precisamos no mundo. | ” |

| “ | Você não pode mudar o que você é, só o que você faz. | ” |